# Constitutio Antoniniana
Ca urmare a lungului proces de formare a statului național, Caracalla a emis în primul său an de domnie -212-, edictul 'Constitutio Antoniniana'. Izvoarele ce amintesc de acest edict sunt rare și sărace; se găsesc mențiuni la juristul Ulpian, care exagerând a declarat că prin constituție toți locuitorii liberi din Imperiu au devenit cetățeni romani, determinându-l pe Augustinus să laude caracterul “umanitar” al dispoziției imperiale, și-o aluzie a lui Cassius Dio, precum și câteva fragmente din sec. IV – VI a lui Iustinian, Ioannes Chrysostomus, din care, din păcate, se păstrează doar ecoul trecutului. Acestor surse literare li s-a adăugat un document de mare importanță editat de Paul Meyer, Papyrus Giessen, grav avariat și despre care s-a stabilit că este traducerea în limba greacă a Constituției. Esența edictului a constituit-o faptul că locuitorii Imperiului au fost făcuți cetățeni romani (“…in Orbe Romano qui sunt ex constitutione imperatoris Antonini cives Romani effect sunt “).
Paul Meyer a publicat Papirusul, interpretându-l și concluzionând că cei care erau lipsiți de cetățenie erau dediticii. Statuturile comunităților n-au fost afectate de faptul că toți membrii lor au devenit cetățeni romani. Datorită faptului că în papir se regăsea un termen nemaîntâlnit în limba greacă, care denumea o instituție fără corespondent în lumea elenă, iar traducătorul, P. Meyer, a fost nevoit sa redea în această formă latinescul “dediticius”, formă care respectă legile de formare a cuvintelor grecești din cele latine.
Definiția clasică dată dediticilor este aceea că “erau indivizi sau comunități care s-au opus poporului roman cu armele și, fiind supuși, au capitulat fără condiții” (după Gaius). Capitulația se transforma într-o relație juridică durabilă, dediti devenind în generațiile următoare dediticii, în cazul în care situația lor nu era reglementată printr-un tratat. 
Tot după Gaius, condiția lor juridică în cadrul imperiului este prezentată, drept cea mai de jos categorie a oamenilor liberi, iar incapacitatea peregrinilor deditici de a obține cetățenia romană fiind considerată o caracteristică esențială a acestei categorii juridice. Peregrinii deditici, asemănați de istoric cu liberții Aeliani nu aparțineau nici unui civitas determinate. 
Dar, după analizele istoricilor, s-a ajuns la concluzia că peregrinii deditici conține o contradicție, deoarece dediticiae erau numite în general populațiile aflate după capitulație armată, în stare de supunere necondiționată, expuse voinței discreționare a învingătorului, o stare în care vechile relații politico-juridice din interiorul comunității au fost anihilate sau suspendate. Istoric s-a dovedit ca aceste situații nu se permanentizau, fiind o etapă de tranziție, ducând la recunoașterea măcar parțială a relațiilor juridice locale. În acest proces, dediticii deveneau peregrini și apoi cetățeni romani.
Controversele legate de Constituția Antoniniană au atins apogeul prin teoriile lui Bickermann, care de altfel n-a avut mulți suporteri, dar care a considerat că Papirusul Giessen nu este Constitutio Antoniniana, ci un edict suplimentar ce acorda cetățenie romană imigranților barbari, dacă nu erau deditici. Motivațiile lui au fost: 
a) motivul religios – dorința de a crește numărul celor care venerau zei romani, ceea ce nu se aplică provincialilor de rând care deja adorau aceiași zei ca și romani; dar se aplică în cazul colonizării recente a barbarilor; 
b) clauza repetată în rândul 6 nu era aplicabilă pentru locuitorii imperiului, ci doar pentru imigranți ocazionali. 
Totuși, Bickermann a recunoscut 3 tipuri de deditici. Un tip de deditici erau oamenii eliberați, plasați în case de Lex Aelia Sentia, altul erau barbarii ce s-au predat singuri, și după “Gainaische Begriff”, toți provincialii erau deditici. Tot el a distrus și teoria lui Meyer, arătând că numele Aurelius nu era necesar folosit decât în documente oficiale, și că “tributum capitis” nu era o marcă a dediticilor.
Inițial s-a crezut că dediticii nu ar fi primit cetățenie romană, dar o descoperire epigrafică – Tabula Banasitana, i-a determinat pe istorici sa admită că dediticii nu au fost excluși de la acordarea cetățeniei, ci de la păstrarea drepturilor locale, spre deosebire de peregrini, care o dată deveniți cetățeni își păstrau drepturile. După ce toți locuitorii Imperiului au ajuns cetățeni romani, nu s-a mai păstrat distincția dintre cei ce erau membri cu drepturi depline și ceilalți. 
Dacă Marcus Aurelius Antoninus însuși a luat parte la compunerea edictelor și facerea lor publică se poate verifica prin analiza stilului și-a atitudinii din texte. Astfel după interpretarea lui W. Williams interpretarea papirusului se face astfel:
1. În ciuda stării fragmentate a textului, stilul folosit s-a dovedit ca fiind elaborat și personal, aparținând lui Caracalla. Papirusul Giessen păstrează textul a cel puțin trei hotărâri a lui. Prima dintre acestea a fost acceptată ca fiind versiunea grecească a edictului ce oferea cetățenie romană tuturor cetățenilor liberi din imperiu (amintită de Ulpian și Cassius Dio).
2. Partea a doua a papirusului constă într-o altă variantă grecească a edictului, din care s-au pierdut anumite părți. El a fost publicat la Roma pe 11 iulie 212, iar la Alexandria pe 10 februarie 213. Tema generală se referea la statutul egal al oamenilor rechemați din exil.
3. O tabelă de bronz descoperită la Banassa în Mauritania conține în latină textul edictului lui Caracalla din perioada 215-216, care acorda unui număr de oameni o micșorare a taxelor rămase. Motivul pentru care aceștia au primit aprobarea nu se știe, dar se știe că nu a fost o grațiere colectivă, ci doar pentru anumite regiuni.
4. O epistolă prin care se ordona expulzarea egiptenilor din Alexandria. Se pare că această expulzare s-a făcut atât pe baza diferențelor semnificative între cele două culturi, cât și datorită dorinței lui Caracalla de a-i semăna lui Alexandru Macedon.
Datorită transformării pe care a impus-o edictul pe plan financiar și social, s-a petrecut o demonetizare a noțiunii de cetățean și a valorilor tradiționale ale acestei calități. 
În fața slăbirii monedei, Caracalla este determinat sa facă o devalorizare: aureusul este redus de la 1/45 la 1/50, iar denarul a fost înlocuit cu Antoninianul, care pus în circulație avea o valoare de dublu denar, deși nu avea în greutate decât o dată și jumătate din denarul inițial. 

Diferența dintre valoarea reală și curs era un mare câștig numai pentru stat, particularii neavând nici un profit. S-a descoperit o monedă de bronz emisă de monetăria orașului la Histria. Solda către soldați a crescut de la 750 denari, țăranul nedispunând decât de moneda de bronz care nu-l ajuta atunci când prețurile erau ajustate forțat. Deci edictul faimos a lui Caracalla poate fi considerat un "dar" mediocru oferit supușilor, care devenind cetățeni, erau obligați la noi sarcini fiscale.

## Consecințele Constituției Antoniniene
Consecința cea mai evidentă a Constituției Antoniniene a fost generalizarea numelui Aurelius, pe care l-au primit după proclamarea edictului toți cei ce nu aveau un nume roman – și uneori chiar și cei ce aveau unul. 
În Egipt, gentilicul Aurelius apare frecvent în papirii din sec. III, iar pe litoralul vest-pontic, în listele de efebi din Dionysopolis și Odessos, toți poartă numele Aurelius. Persoanele atestate în inscripțiile de după 212, de la Histria și Tomis, poartă nume romane, între acestea Aurelius apare frecvent, fapt ce arată că peste tot în imperiu locuitorii liberi au primit datorită Constituției Antoniniene cetățenie romană. Astfel la Tomis sunt atestați 50 Aurelii, la Histria, după inscripțiile din 218, 222-225, toate numele sunt romane. 
Și în mediul rural au fost atestate câteva inscripții: Aurelii din teritoriul rural al Histriei, Capidava, Ulmetum, Tropaeum Traiani.
Cu timpul numele de Aurelius a căzut în dizgrație, datorită desei folosiri (astfel se explică absența Aurelilor din listele de la Callatis, unde predominau numele grecești). După documentele descoperite pe tot cuprinsul imperiului s-a constatat că după emiterea constituției, cetățenia romană s-a generalizat în toate provinciile, atât în mediul urban cât și-n cel rural. 
Din nefericire aproape toate inscripțiile despre dediticii se referă la acei eliberați prin decretul Lex Aelia Sentia și este dificil să spui dacă incapacitățile particulare înregistrate au fost generale pentru toți dediticii sau în special pentru eliberații clasei. Interzicerea rezidenței în jurul a 100 de mile de Roma, a fost promulgată în Lex Aelia Sentia special pentru eliberați.
Imposibilitatea de a moșteni (de la un roman) a fost o incapacitate împărtășită de toți peregrinii. Incapacitatea de a dori ceva a fost sugerată de Gaius din presupusele intenții ale legii. Se poate deduce din acest argument că imposibilitatea de a-și dori ceva nu a fost moștenită în "condicio" a unui "dediticus". Rămâne o caracteristică a dediticilor imposibilitatea de a primi cetățenie romană, nefiind afirmată de multe cuvinte ale avocaților, și nici chiar de liberți. Dificultatea cea mai mare de a le face un loc dediticilor în textul Edictului lui Caracalla provine de la lipsa unei mențiuni privind o clauză de excepție în textele istoricilor și juriștilor antici la care s-a păstrat amintirea acestui eveniment.